# Rosazza (Piemont)
Rosazza ist eine italienische Gemeinde (comune) mit 97 Einwohnern (Stand 31. Dezember 2023) in der Provinz Biella (BI), Region Piemont.
Die Nachbargemeinden sind Andorno Micca, Campiglia Cervo, Piedicavallo und Sagliano Micca.

## Geographie
Das Gemeindegebiet umfasst eine Fläche von acht km².

## Einwohner
Rosazza zählt etwa 61 Privathaushalte. Zwischen 1901 und 2001 fiel die Einwohnerzahl von 1036 auf 89.
Einwohnerentwicklung von Rosazza bis 2001: